# Länsväg 142
Länsväg 142 går från Visby till Burgsvik på Gotland. Den är 74 km lång.

## Anslutningar
På sin sträcka går den parallellt med länsväg 140 (någon mil ifrån) på nästan hela sin sträcka, närmare bestämt från Visby till Fidenäs. Detta gör att länsväg 142 och länsväg 140 ansluter till varandra på två ställen, både i Visby och i Fidenäs. Dock är länsväg 142 den kortaste vägen mellan dessa orter. Länsväg 142 ansluter även till länsväg 141 i Hemse.

## Sträckning
Vägen har sin början vid färjeläget i Visby där den går gemensamt med Länsväg 148 söderut och sedermera österut längs med Visbys ringled. Ungefär där vägen från att ha gått söderut viker av åt öster korsar den Länsväg 140 i en rondell. Vidare österut korsar den bland annat ett trafikljus. Vid nästa rondell viker Länsväg 142 av åt söder, medan Länsväg 148 fortsätter norrut längs Visbys ringled.
Vägen fortsätter söderut och passerar bland annat Hemse. Strax norr om Hemse ansluter länsväg 144 från öster i en trevägskorsning där trafiken längs länsväg 142 kör rakt fram. Inne i Hemse ansluter länsväg 141 från väster där trafiken längs länsväg 141 får svänga. Länsväg 142 slutar inne i Burgsvik. Fortsätter man rakt fram längs vägen genom Burgsvik hamnar man så småningom vid Hoburgen, vilket är nära Gotlands sydspets.
Vägen har i sin helhet en körbana i varje riktning.
Vägen har haft numret 142 sedan reformen 1962, och gick exakt samma väg som då. Före 1962 var den väg mellan Visby och Hemse som nu är väg 142 inte nummerskyltad. Vägen Hemse - Burgsvik var 1945-1962 en del av länsväg 20.